# Igor Nikolajewitsch Larionow
Igor Nikolajewitsch Larionow (russisch Игорь Николаевич Ларионов; * 3. Dezember 1960 in Woskressensk, Russische SFSR) ist ein ehemaliger russischer Eishockeyspieler. Er gilt als einer der bisher besten Spieler, insbesondere wegen seines Passspiels.
Mit dem Verteidiger Wjatscheslaw Fetissow war er einer der ersten sowjetischen Spieler in der National Hockey League und konnte somit zu einer Lockerung der Grenzen innerhalb der Eishockeyszene beitragen. 1982 wurde er als Verdienter Meister des Sports ausgezeichnet, 2008 in die amerikanische Hockey Hall of Fame aufgenommen. Seine Spielintelligenz sowie seine Klugheit abseits des Eises brachten ihm den Spitznamen Professor ein.

## Karriere
Larionow begann seine Karriere 1977 bei Chimik Woskressensk. Nachdem Nikolai Epstein sein Talent entdeckt hatte, wechselte er 1981 zum Militärklub HK ZSKA Moskau, um dort eine Sturmreihe mit Sergei Makarow und Wladimir Krutow zu bilden, die später als die legendäre KLM-Reihe in die Annalen des Eishockeys eingehen sollte. Larionow blieb bis 1989 in Moskau.

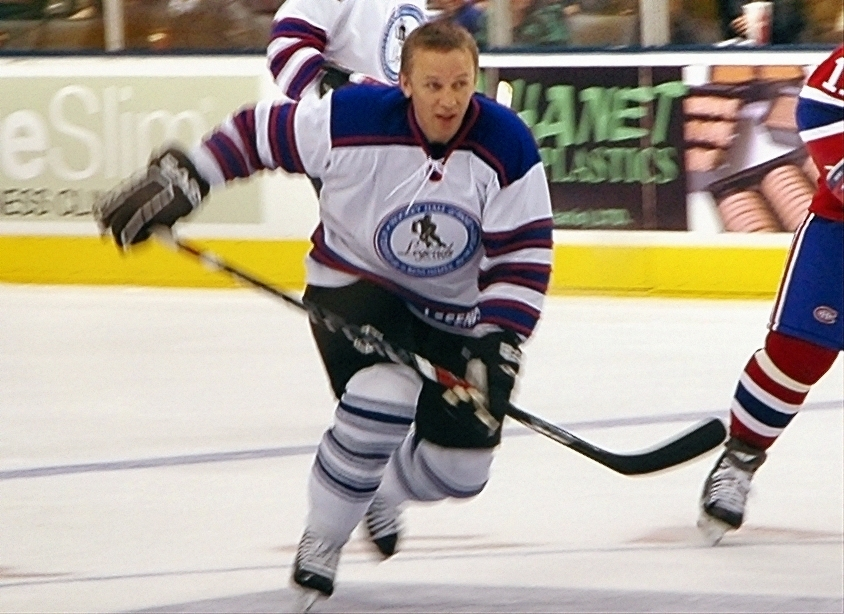
Igor Larionow spielte 2008 beim Legends Classic, im Rahmen dieses Spiels wurde er für die Aufnahme in die Hall of Fame geehrt

Nach dem Fall des Eisernen Vorhangs zog es Larionow nach Nordamerika. Dort nahmen ihn die Vancouver Canucks unter Vertrag, die sich das Transferrecht bereits im NHL Entry Draft 1985 gesichert hatten. Der Russe konnte sich jedoch nicht mit dem nordamerikanischen Eishockeystil anfreunden und verließ die NHL 1992.
Während sich der Center in der Saison 1992/93 in der Schweiz beim HC Lugano fit hielt, sicherten sich die San Jose Sharks die Rechte an Larionow. Trotzdem kehrte er vorerst nicht in die USA zurück. Erst als die Sharks mit Sergei Makarow einen seiner besten Sturmpartner von den Hartford Whalers verpflichteten, kehrte er 1993 zurück und führte die junge Franchise erstmals in die Playoffs. Zusammen mit Makarow und Johan Garpenlöv bildete er die sogenannte OV-Reihe des Teams. Nachdem Garpenlöv und Makarow das Team 1995 verlassen hatten, zog es den damals 36-jährigen Spieler zu den Detroit Red Wings, wo er bis 2003, mit einem kleinen Zwischenstopp bei den Florida Panthers im Jahr 2000, spielte. Mit den Red Wings konnte er in den Jahren 1997, 1998 als Teil der Russian Five und 2002 insgesamt dreimal den Stanley Cup gewinnen. Seine Karriere ließ er von 2003 bis 2004 bei den New Jersey Devils ausklingen.
Er spielte hauptsächlich in der Position eines Centers.

### International
Mit der sowjetischen Nationalmannschaft konnte Larionow bei den Olympischen Winterspielen zwei Goldmedaillen (1984, 1988) und mit der russischen Nationalmannschaft eine Bronzemedaille (2002) gewinnen. Bei den Eishockey-Weltmeisterschaften konnte er viermal den ersten Platz (1982, 1983, 1986, 1989) und jeweils einmal den zweiten (1987) und dritten Platz (1985) erreichen.

## Sportliche Erfolge
- Stanley Cup: 1997, 1998, 2002
- Olympiasieger: 1984 und 1988
- Weltmeister: 1982, 1983, 1986 und 1989

### Persönliche Auszeichnungen
- Junioren-WM All-Star Team: 1980
- Spieler des Jahres in der UdSSR: 1988
- UdSSR First All-Star Team: 1983, 1986, 1987 und 1988
- WM All-Star Team: 1983 und 1986
- Teilnahme am NHL All-Star Game: 1998 sowie am Rendez-vous ’87
- Aufnahme in die IIHF Hall of Fame: 2008
- Aufnahme in die Hockey Hall of Fame: 2008
- 1997 Mitglied im Triple Gold Club